# Часовня Георгия Победоносца (Старица)
Часовня Георгия Победоносца — православная часовня в городе Старица, Тверская область. Находится рядом с Собором Троицы Живоначальной на территории Старицкого Успенского мужского монастыря.
Часовня является надкладезной, она расположена над святым источником, здесь же находится купель. Внутри можно набрать святой воды и окунуться в купель.
Небольшая часовня во имя великомученика Георгия Победоносца в Успенском монастыре была построена в 1914 году. В советское время здание часовни было разобрано. В 2007 году часовня была восстановлена с сохранением своей исторической формы. Представляет собой восьмигранное здание из красного кирпича.